# Presibylla speciosa
Presibylla speciosa är en bönsyrseart som beskrevs av Roger Roy 1996. Presibylla speciosa ingår i släktet Presibylla och familjen Sibyllidae. Inga underarter finns listade i Catalogue of Life.